# Баргуна
Баргуна (бенг. বরগুনা) — город на юге Бангладеш, административный центр одноимённого округа. Площадь города равна 15,57 км². По данным переписи 2001 года, в городе проживало 26 484 человека, из которых мужчины составляли 53,89 %, женщины — соответственно 46,11 %. Уровень грамотности взрослого населения составлял 56,6 % (при среднем по Бангладеш показателе 43,1 %).